# 下官河
下官河，位于中華人民共和國江苏省，是里下河水网南部的一条南北向河道，南起江苏省兴化市卤汀河（昭阳镇），向北注入兴化市沙黄河（沙沟镇）。全长28.6公里。河道功能为排涝、供水、航运，河道等级为3。